# Hedera nepalensis
Hedera nepalensis là một loài thực vật có hoa trong Họ Cuồng cuồng. Loài này được K.Koch mô tả khoa học đầu tiên năm 1853.